# Axel Kammerer
Axel Kammerer (Bad Tölz, 21 luglio 1964) è un allenatore di hockey su ghiaccio, dirigente sportivo ed ex hockeista su ghiaccio tedesco.

## Carriera

### Giocatore

#### Club
Da giocatore Kammerer ha avuto una lunga carriera, interamente svoltasi in Germania. Ha iniziato con la squadra della sua città, l'EC Bad Tölz, in seconda serie, per poi passare nella Eishockey-Bundesliga, dapprima coi Sportbund DJK Rosenheim (1983-1987), poi con i Berliner SC Preussen (1987-1993), infine con l'ESV Kaufbeuren (1993-1994).
Nella stagione successiva, la Bundesliga venne sostituita dalla Deutsche Eishockey-Liga, che egli disputò con le maglie dei Kaufbeuren (1994-1995) e dell'EC Ratingen (1995-1997).
Chiuse la carriera tornando all'EC Bad Tölz, in 2. Eishockey-Bundesliga (1997-2000).

#### Nazionale
Kammerer ha vestito la maglia della nazionale tedesca occidentale under 18, con cui ha disputato il campionato europeo di hockey su ghiaccio Under 18 1981.
Con la nazionale maggiore della Germania Ovest ha disputato cinque edizioni dei mondiali. Con la Germania unificata ha invece disputato un mondiale e un'Olimpiade.

### Allenatore
Ha iniziato come secondo di Hans Zach, dapprima ai Kassel Huskies (2000-2002) poi ai Kölner Haie (2002-2003).
Nel 2003-2004 tornò agli Huskies, questa volta come primo allenatore, ma fu sollevato dall'incarico a stagione in corso, nel mese di gennaio. Rimase fermo per più di una stagione: solo nel 2005 fu chiamato sulla panchina dell'EC Bad Tölz, dove rimase per quattro stagioni. Nella prima la squadra retrocesse dalla 2. Eishockey-Bundesliga in Eishockey-Oberliga; nella seconda mancò di poco la promozione, chiudendo al terzo posto; nella terza vinse l'Oberliga tornando in seconda serie; nella quarta chiuse la stagione regolare della 2. Eishockey-Bundesliga al secondo posto, guadagnando i play-off, ma la squadra fallì.
Dal 2009 all'ottobre del 2011 guidò gli Schwenninger Wild Wings, sempre in seconda serie. Pur avendo conquistato due finali nelle prime due stagioni, venne esonerato dopo sole cinque giornate della stagione 2011-2012.
Fu assistente allenatore della Germania under 20 in occasione dei mondiali di categoria.
Per la stagione successiva fu ingaggiato dal SC Riessersee, ma fu sollevato dall'incarico nel febbraio del 2013. Rimase inattivo una stagione prima di essere nominato, l'11 febbraio 2014 allenatore dei Vipiteno Broncos nella Elite.A italiana, per quella che è la sua prima volta al di fuori dai confini tedeschi, dove sostituì l'allenatore delle giovanili Michael Pohl, che a sua volta aveva assunto ad interim la guida della prima squadra dopo che Zdenek Travicek era stato licenziato il precedente 24 gennaio. I buoni risultati raggiunti (la squadra si qualificò per i play-off), gli valsero la conferma anche per la stagione successiva.
Nell'estate del 2015 fece ritorno in Germania, dove ha allenato dapprima nuovamente il Bad Tölz (per due stagioni, entrambe in terza serie), poi il Landshut. Al termine della sua seconda stagione in Bassa Baviera ottenne la promozione in DEL2; rimase alla guida della squadra fino al gennaio del 2020, quando fu sostituito da Leif Carlsson. 
Rimase, tuttavia, poco tempo senza squadra: già il 20 gennaio sottoscrisse un accordo con il Val Pusteria. Dopo la sospensione dei campionati a causa della pandemia di COVID-19, la squadra altoatesina non gli rinnovò il contratto preferendogli Luciano Basile e Kammerer rimase senza squadra fino al gennaio 2021, quando ha fatto ritorno al Landshut, questa volta come direttore sportivo. È tornato a ricoprire ad interim il ruolo di head coach per un breve periodo tra novembre e dicembre del 2021, dopo l'allontanamento di Leif Carlsson e fino alla nomina di Heiko Vogler.